# Grand Prix SAR La Princesse Lalla Meryem 2018
Grand Prix SAR La Princesse Lalla Meryem 2018 byl tenisový turnaj pořádaný jako součást ženského okruhu WTA Tour, který se odehrával v městském tenisovém areálu Club des Cheminots na otevřených antukových dvorcích. Probíhal mezi 30. dubnem až 5. květnem 2018 v marockém Rabatu jako osmnáctý ročník turnaje. Jednalo se o jedinou událost sezóny konanou na africkém kontinentu.
Turnaj s rozpočtem 250 000 dolarů patřil do kategorie WTA International Tournaments. Nejvýše nasazenou ve dvouhře se stala sedmnáctá hráčka světa Elise Mertensová z Belgie. Jako poslední přímá účastnice do dvouhry nastoupila švédská 116. hráčka žebříčku Rebecca Petersonová.
Druhý titul v řadě, třetí v sezóně a čtvrtý celkově na okruhu WTA Tour vybojovala 22letá Belgičanka Elise Mertensová, která navýšila antukovou neporazitelnost na 12 zápasů a posunula se na 16. příčku žebříčku WTA. Premiérovou společnou trofej ze čtyřhry si odvezl rusko-rumunský pár Anna Blinkovová a Ioana Raluca Olaruová.

## Distribuce bodů a finančních odměn

### Distribuce bodů
| Soutěž  | vítězky | finalistky | semifinalistky | čtvrtfinalistky | 16 v kole | 32 v kole | Q  | Q3 | Q2 | Q1 |
| ------- | ------- | ---------- | -------------- | --------------- | --------- | --------- | -- | -- | -- | -- |
| dvouhra | 280     | 180        | 110            | 60              | 30        | 1         | 18 | 14 | 10 | 1  |
| čtyřhra | 280     | 180        | 110            | 60              | 1         | —         | —  | —  | —  | —  |

### Finanční odměny
| Soutěž                                | vítězky | finalistky | semifinalistky | čtvrtfinalistky | 16 v kole | 32 v kole | Q3     | Q2   | Q1   |
| ------------------------------------- | ------- | ---------- | -------------- | --------------- | --------- | --------- | ------ | ---- | ---- |
| dvouhra                               | $43 000 | $21 400    | $11 300        | $5 900          | $3 310    | $1 925    | $1 005 | $730 | $530 |
| čtyřhra                               | $12 300 | $6 400     | $3 435         | $1 820          | $960      | —         | —      | —    | —    |
| částky ve čtyřhře jsou uváděny na pár |         |            |                |                 |           |           |        |      |      |

## Ženská dvouhra

### Nasazení
| Stát                          | Hráčka               | WTA | Nasazení |
| ----------------------------- | -------------------- | --- | -------- |
| Belgie                        | Elise Mertensová     | 17. | 1.       |
| Slovensko                     | Dominika Cibulková   | 33. | 2.       |
| Chorvatsko                    | Petra Martićová      | 36. | 3.       |
| Maďarsko                      | Tímea Babosová       | 38. | 4.       |
| Švýcarsko                     | Timea Bacsinszká     | 46. | 5.       |
| Kazachstán                    | Zarina Dijasová      | 52. | 6.       |
| Srbsko                        | Aleksandra Krunićová | 53. | 7.       |
| Čínská Tchaj-pej              | Sie Šu-wej           | 59. | 8.       |
| Žebříček WTA k 23. dubnu 2018 |                      |     |          |

### Jiné formy účasti
Následující hráčky obdržely divokou kartu do hlavní soutěže:
- Timea Bacsinszká
- Diae El Jardiová
- Katarina Zavacká

Následující hráčky nastoupily do hlavní soutěže pod žebříčkovou ochranou:
- Kristína Kučová
- Bethanie Matteková-Sandsová

Následující hráčky postoupily z kvalifikace:
- Paula Badosová
- Fiona Ferrová
- Sílvia Solerová Espinosová
- Tamara Zidanšeková

Následující hráčky postoupily z kvalifikace jako tzv. šťastné poražené:
- Alexandra Dulgheruová
- Magdalena Fręchová

### Odhlášení
před zahájením turnaje
- Timea Bacsinszká → nahradila ji  Magdalena Fręchová
- Catherine Bellisová → nahradila ji  Christina McHaleová
- Kateryna Bondarenková → nahradila ji  Sara Erraniová
- Kateryna Kozlovová → nahradila ji  Alexandra Dulgheruová
- Tatjana Mariová → nahradila ji  Kristína Kučová
- Maria Sakkariová → nahradila ji  Jana Fettová

## Ženská čtyřhra

### Nasazení
| Stát                                                                                     | Hráčka              | Stát               | Hráčka             | WTA  | Nasazení |
| ---------------------------------------------------------------------------------------- | ------------------- | ------------------ | ------------------ | ---- | -------- |
| Česko                                                                                    | Barbora Krejčíková  | Spojené království | Anna Smithová      | 75.  | 1.       |
| Polsko                                                                                   | Alicja Rosolská     | USA                | Abigail Spearsová  | 88.  | 2.       |
| Austrálie                                                                                | Monique Adamczaková | Švýcarsko          | Xenia Knollová     | 122. | 3.       |
| Gruzie                                                                                   | Oxana Kalašnikovová | Nizozemsko         | Bibiane Schoofsová | 155. | 4.       |
| Žebříček WTA k 23. dubnu 2018; číslo je součtem žebříčkového postavení obou členek páru. |                     |                    |                    |      |          |

### Jiné formy účasti
Následující páry obdržely divokou kartu do hlavní soutěže:
- Oumaima Azizová /  Diae El Jardiová
- Sada Nahimanová /  Sandra Samirová

## Přehled finále

### Ženská dvouhra
- Elise Mertensová vs.  Ajla Tomljanovićová, 6–2, 7–6(7–4)

### Ženská čtyřhra
- Anna Blinkovová /  Ioana Raluca Olaruová vs.  Georgina García Pérezová  /  Fanny Stollárová, 6–4, 6–4